# Veľká Mača
Veľká Mača (węg. Nagymácséd– wieś (obec) na Słowacji, w kraju trnawskim, w powiecie Galanta. Miejscowość położona jest na Nizinie Naddunajskiej.